# Julian Roosevelt
Julian Kean Roosevelt (Nueva York, 14 de noviembre de 1924-Glen Cove, 28 de marzo de 1986) fue un deportista estadounidense que compitió en vela en la clase 6 Metre. Participó en dos Juegos Olímpicos de Verano en los años 1948 y 1952, obteniendo una medalla de oro en Helsinki 1952 en la clase 6 Metre.

## Palmarés internacional
| Juegos Olímpicos | Juegos Olímpicos     | Juegos Olímpicos | Juegos Olímpicos |
| Año              | Lugar                | Medalla          | Clase            |
| ---------------- | -------------------- | ---------------- | ---------------- |
| 1952             | Helsinki (Finlandia) | Medalla de oro   | 6 Metre          |